# Anta do Junçal
Die Anta do Junçal, auch unter den Namen Anta do Jocel  und Anta do Juncal bekannt, ist eine Megalithanlage etwa 5,5 km nördlich Castelo de Vide in der Gemeinde (portugiesisch Freguesia) Santiago Maior im Kreis (portugiesisch Concelho) Castelo de Vide, Distrikt Portalegre im nordöstlichen Alentejo.
Anta, Mámoa, Dolmen, Orca und Lapa sind die in Portugal geläufigen Bezeichnungen für die ungefähr 5000 Megalithanlagen, die während des Neolithikums im Westen der Iberischen Halbinsel von den Nachfolgern der Cardial- oder Impressokultur errichtet wurden.

## Denkmalpflege
Die Anta wurde erstmals 1975 publiziert und 1986 im Rahmen einer Prospektion erneut katalogisiert. 2002 und 2003 wurden erste Restaurierungs- und Konservierungsarbeiten durchgeführt, nachdem die Anlage bereits 1997 als IIP – Imóvel de Interesse Público klassifiziert und unter Schutz gestellt worden war. Eine weitergehende archäologische Untersuchung der Fundstelle steht bisher aus.

## Befund
Die Fundstelle ist heute weitgehend zerstört. Nur ein stark fragmentierter Tragstein (Orthostaten) aus Granit ist in situ erhalten. Bisher haben sich keine eindeutigen Hinweise auf einen Korridor oder eine Überhügelung (Mámoa) des Grabes ergeben, doch können die noch ausstehenden Ausgrabungen das Bild gegebenenfalls korrigieren.
Trotz der schlechten Erhaltung kann die Anta in den Zeitraum vom Endneolithikum bis in die Kupfersteinzeit (3500–2000 v. Chr.) datiert werden.

## Funde
Über eventuelle Funde im Zuge der Prospektion liegen keine Informationen vor.